# Opharus notata
Opharus notata là một loài bướm đêm thuộc phân họ Arctiinae, họ Erebidae.